# Yacimiento arqueológico del monte Ornedo

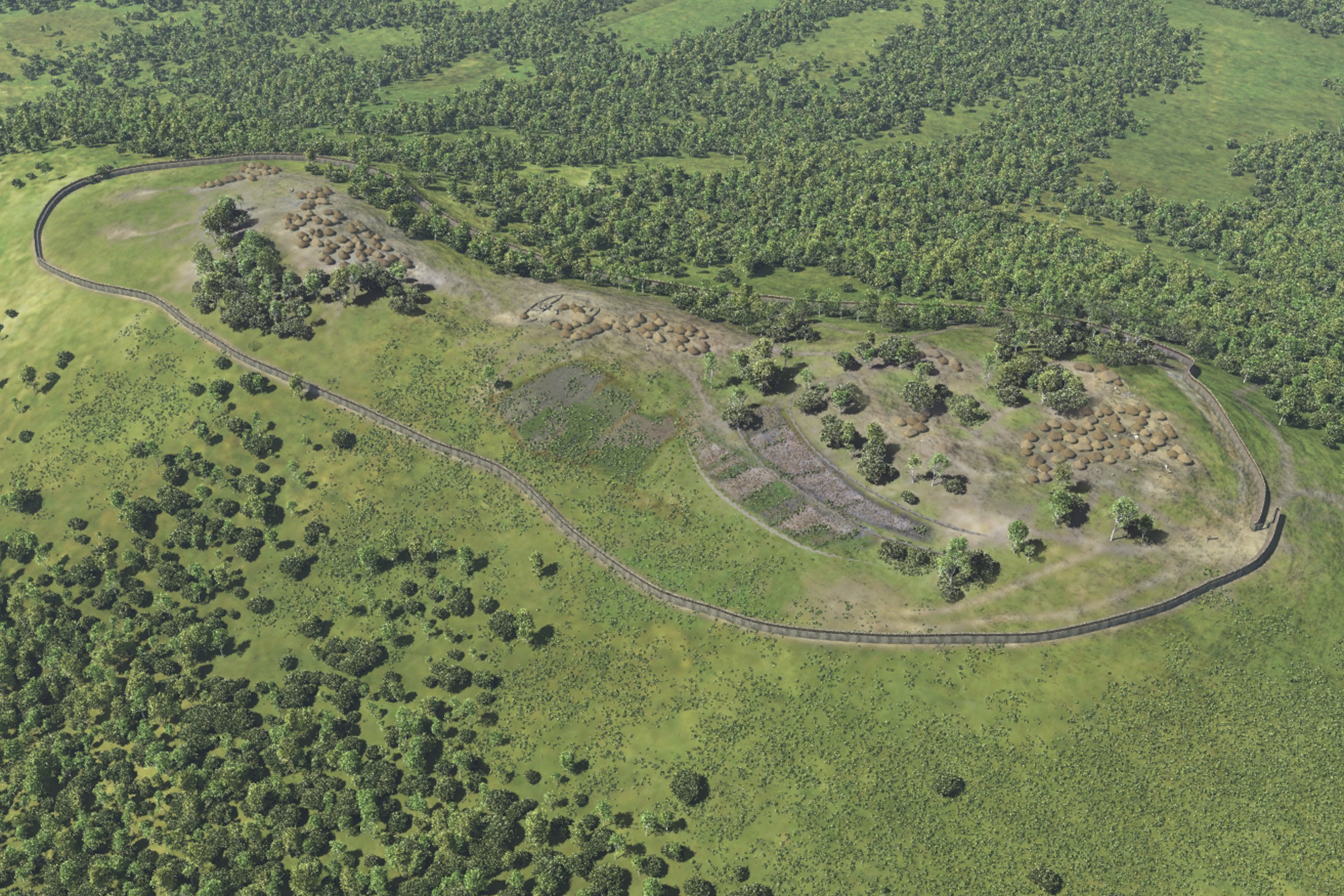
Yacimiento arqueológico del monte Ornedo

El yacimiento arqueológico del monte Ornedo está situado en España, en el término municipal de Valdeolea, en la Comunidad Autónoma de Cantabria.
El monte posee dos cimas denominadas «Santa Marina» y «Ornedo II», con 1.174 y 1.167 m s. n. m., respectivamente. La existencia de un yacimiento arqueológico en ambas cimas está sobradamente documentada. Los restos presentan una compleja interpretación desde el punto de vista arqueológico, debido a la no culminación de una investigación arqueológica en profundidad y a la existencia de restos arqueológicos atribuibles a diferentes contextos cronológicos y culturales. 
En el siglo XIX ya se conocía la existencia de un yacimiento arqueológico en el monte Ornedo. El historiador montañés A. de los Ríos mantenía que en el monte Ornedo se localizaba el campamento de invierno de la Legio IIII Macedonica. Posteriormente, el arqueólogo alemán A. Schulten constató la presencia de estructuras defensivas castreñas y restos de una cabaña circular; recuperó restos cerámicos, así como otros materiales, interpretando el yacimiento como un asentamiento castreño prerromano. Los arqueólogos A. García y Bellido, Augusto Fernández de Avilés y Miguel Ángel García Guinea, en la década de los sesenta del siglo XX, identificaron construcciones castreñas y hallaron diversos fragmentos de cerámica lisa y pintada. En las proximidades se halló un término augustal que marcaba el límite de los prata de la Legio IIII Macedonica y el agger de la ciudad romana de Julióbriga. En 1964, M. A. García Guinea y J. González Echegaray dirigieron unas excavaciones arqueológicas en la cumbre de «Santa Marina». Se halló material arqueológico de cronología medieval (siglos VIII-XII) ; sin embargo, se recuperaron dos piezas de fechas más antiguas: Un fragmento de terra sigillata hispanica, tardía de barniz naranja y un denario anónimo de la República romana de la ceca de Roma con una cronología entre el 155-150 a. C.. 
Se puede decir en conclusión que los materiales arqueológicos aparecidos en ambas cumbres parecen corresponder a época romana, prerromana y medieval. Asimismo, en la ladera del monte Ornedo se identifican claramente restos de estructuras defensivas —vallados y fosos—. 
Sin perjuicio de una futura y más completa interpretación histórica y arqueológica del yacimiento, se puede avanzar la posible existencia de un asentamiento castreño prerromano que sería posteriormente romanizado, y que daría lugar, a su vez, a algún tipo de asentamiento militar romano ligado tal vez a las estructuras romanas aparecidas en Camesa-Rebolledo. Pudiendo aparecer en dicho yacimiento las ruinas de la verdadera Julióbriga.
Por último, como en otros muchos lugares, este asentamiento antiguo habría sido objeto de una ocupación medieval. Por lo tanto, se trata de un yacimiento arqueológico de máximo interés, que podrá contribuir al conocimiento y reconstrucción de los procesos históricos desarrollados durante la Protohistoria, Edad Antigua y Edad Media de Cantabria.